# Danko von Funcke
Danko Balthasar von Funcke (* 6. Oktober 1829 in Dehlitz; † 27. April 1896 in Halle) war Landrat und Mitglied des Deutschen Reichstags.

## Leben
Er war der älteste Sohn des königlich-preußischen Kammerherrn Gustav Julius von Funcke (* 1797; † 1851) und der Emilie von Lüttwitz (* 1802; † 1864) aus der 1732 geadelten Linie der Familie Funcke. Sein Vater hatte 1824 gemeinsam mit seinem Bruder das Rittergut Dehlitz von den Grafen von der Schulenburg für über 118.800 Reichstaler käuflich erworben, auf dem Danko 1829 geboren wurde.
Funcke besuchte von 1844 bis 1848 das Pädagogium und von 1849 bis 1850 die Universität in Halle. Er diente von 1851 bis 1856 beim Dragoner-Regiment Nr. 4 und als Leutnant beim Husaren-Regiment Nr. 12 und verwaltete von 1871 bis 1893 das Landratsamt in Cottbus. Von 1879 bis 1888 war er Mitglied des Preußischen Abgeordnetenhauses und von 1884 bis 1890 war er Mitglied des Deutschen Reichstags für den Wahlkreis Regierungsbezirk Frankfurt 9 Cottbus, Spremberg und die Deutschkonservative Partei.
Am 31. März 1853 heiratete er Laura von Pachelbel-Gehag, Tochter der Charlotte Agnese Helene von Schoultz von Ascheraden und des August Heinrich von Pachelbel-Gehag. Das Ehepaar von Funcke hatte zwei Kinder, Elisabeth und Erich.
1873 wurde Funcke Ehrenritter des Johanniterordens, Rechtsritter dann 1892.